# Bacon (eksperimentalfilm)
Bacon er en dansk eksperimentalfilm fra 1999 instrueret af Bo Mikkelsen og Kristian Bundgaard og efter eget manuskript.

## Handling
Filmens formål er at trække det analoge og tilfældige ind i computeranimationen, således at det perfekte og kontrollerede skubbes i baggrunden. Scanneren er brugt, fordi dens måde at danne billeder på foregår over tid og bevægelse. Dette giver mulighed for at manipulere hvert enkelt billede analogt under scanningen. Alle billeder i filmen er lavet ved scanning uden nogen form for digital manipulation.